# Lessertia fruticosa
Lessertia fruticosa är en ärtväxtart som beskrevs av John Lindley. Lessertia fruticosa ingår i släktet Lessertia och familjen ärtväxter. Inga underarter finns listade i Catalogue of Life.